# Nancy H. Kleinbaum
Nancy H.Kleinbaum (n. 30 de agosto de 1948 (76 años) es una periodista, y autora que ha publicado libros para niños. Algunos de los títulos publicados de Nancy H.Kleinbaum incluyen: La Sociedad de los poetas muertos, Doctor Dolittle y su familia de animales, Viajes del Doctor Dolittle, y Doctor Dolittle cumple con los Pushmipullyu. 
Estudió en la Universidad de Northwestern de Evanston, de 1966 a 1970. Actualmente trabaja en el magazine "Lifestyles".
Nancy H. Kleinbaum está casada y tiene tres hijos. Vive en Mount Kisco, en  el estado de Nueva York, EE. UU.

## Algunas publicaciones
- D.A.R.Y.L. (1985, con guion de David Ambrose, Allan Scott, Jeffrey Ellis)
- Growing Pains (1987)
- Dead Poets Society (1989, con guion de Tom Schulman); deutsche Übersetzung: Der Club der toten Dichter. Aus dem Amerikanischen von Ekkehart Reinke (Bastei-Lübbe, Bergisch Gladbach 1990)
- Cop and a Half (1993, con guion de Arne Olsen)
- Ghost Story (1995, con guion de Kermit Frazier)
- The Magnificent Seven. The Authorized Story of American Gold (1996)
- Dr. Dolittle (1998, de Hugh Lofting)
- Doctor Dolittle and his Animal Family (1999, de Hugh Lofting)
- Doctor Dolittle and Tommy Stubbins (1999, de Hugh Lofting)
- Doctor Dolittle Meets the Pushmi-Pullyu (1999, de Hugh Lofting)
- Doctor Dolittle’s Journey (1999, de Hugh Lofting)

## Literatura
- Angelika Krüger-Kahloula. Recycling Dead Poets: An English Unit for The Upper Grades. En: Der Fremdsprachliche Unterricht. Heft 8, 4ª ed. 1992

- Stefan Munaretto. Erläuterungen zu Nancy H. Kleinbaum, Peter Weir, Der Club der toten Dichter (Dead Poets Society). Bange Verlag, Hollfeld 2005 (Königs Erläuterungen und Materialien, tomo 431). ISBN 3-8044-1817-1

- André Brandenburg. N.H. Kleinbaum, Dead Poets Society. Sugerencias para la producción orientada a la lectura. Beyer Verlag, Hollfeld 1998. ISBN 3-88805-518-0